# ترانه عاشقانه (ترانه ریانا)
«ترانه عاشقانه» (انگلیسی: Loveeeeeee Song) ترانه‌ای از خواننده باربادوسی ریانا است که برای هفتمین آلبوم استودیویی‌اش ناعذرخواهانه (۲۰۱۲) ضبط شده‌است. ترانه با حضور آوازهای رپر آمریکایی فیوچر است، که به‌صورت مشترک ترانه را نوشت و تهیه کرد. این ترانه در ۳ آوریل ۲۰۱۳ به عنوان چهارمین تک‌آهنگ آلبوم در بریتانیا و سایر کشورها منتشر شد.